# 弗拉芒人
佛拉蒙人（荷蘭語：Vlamingen），亦可翻譯為佛蘭德人、佛萊明人、弗蘭德斯人、法蘭德斯人、佛蘭芒人，是比利時的兩大主要民族之一，佔比利時人口中大多數（約60%），屬於日耳曼的一個分支，和大多數歐洲國家一樣被分類為歐羅巴人種。
佛拉蒙人目前的居住地也是在比利時的法蘭德斯地區，在比利時剛剛建國時宣稱其弗拉芒語是一種獨立語言，但現在被證實為是一種比利時口音的荷蘭語，屬印歐語系日耳曼語族，而比利時另一大民族為瓦隆人，他們同樣使用帶有比利時口音的法語。佛拉蒙人的族源與現在荷蘭人基本相同，語言和人種相差不大，主要由弗里斯蘭人、法蘭克人、撒克遜人等古代日耳曼部落和凱爾特人結合而成。歷史上，於中世紀時所有居住在佛蘭德伯國的人，不論使用何種語言都可以稱為佛拉蒙人。現今的法蘭德斯地區由佛蘭德伯國的一部份以及中世紀的布拉班特公國及洛恩伯國所組成。

## 民族分佈、人口與語言

### 地理分布

比利時行政區劃

佛拉蒙人主要分佈在比利時北部的法蘭德斯地區，即比利時行政區中之弗拉芒大區，而傳統意義的法蘭德斯亦包括法國北部和荷蘭南部的一部分。

佛萊明大區的位置

### 人口
依據2011年的統計資料，佛拉蒙人的人口大約有730萬人。

### 語言

紅色即為佛萊明社群占據的區域，灰色表示比利時其它區域

佛拉蒙人使用弗拉芒语，弗拉芒语是比利時荷蘭語的舊名稱。
根據 Hooghe（2004）的研究，講荷語的人口佔多數（約 56％），其次是法語（約 43.5％），最後則是德語人口（約0.5％）。目前這三個語言都被明訂為比利時的官方語言（official language），不過卻有使用區域之別。佛拉蒙區的唯一官方語言是荷語，南部瓦隆區的官方語言則是法語，而東部德裔社區的官方語言則是德語，至於首都布魯塞爾（Brussels）則是法語以及荷語的雙語區。

## 地理環境
佛拉蒙人是比利時的民族，而比利時受大西洋氣團的影響，屬於溫和的海洋性氣候，各種不同氣團的交替作用迅速而頻繁，因此氣候多變，有時一天內同時出現冷、熱、晴、雨。冬季長達4個月，平均溫度為攝氏3度，氣候陰沈，少見太陽。夏季平均氣溫為攝氏17度，氣溫30度以上之熱天甚少，最長1個月，短則1至2週。因受海洋氣候之影響，全年降雨時間長，平均每年約200天，惟降雨量不多。

## 歷史沿革
自14世紀以來，佛拉蒙語用來描述居住在法蘭德斯和布拉班特公國的居民所使用的語言和方言。
16世紀尼德蘭資產階級革命中，北部居民由天主教改宗基督新教加爾文派，脫離西班牙，建立荷蘭共和國，發展成為荷蘭人。尼德蘭南部的居民仍處於西班牙統治下，繼續信奉天主教，逐漸發展為佛拉蒙人。
在西班牙之後，佛拉蒙人又相繼遭受奧地利、法國的統治。1794年至1815年在法國的統治下，法語為唯一的官方語言，人民被強迫只能在公眾場合中使用法語，導致精英及少部分中產階級的法語化。
拿破崙戰敗後（1815），維也納會議將南北尼德蘭合併為尼德蘭聯合王國，由威廉一世擔任國王。威廉一世強力的推動荷蘭化的同化政策，處處以荷蘭化為指標，他還制定了法律，重新建立荷蘭語在學校的使用，結果引起南方人民的反抗。
比利時的南方以及北方經過二世紀的隔絕之後，在宗教、社會、文化的發展大有不同，而威廉一世激烈的語言政策是造成南方尼德蘭反抗的原因之一。威廉一世使標準荷蘭語作為唯一的 官方語言以整合南北雙方，不僅未顧及瓦隆地區居民長久使用法語的習慣，亦忽略法語已為大眾普遍生活所廣泛使用。並且， 法語比荷蘭語有更高的社會評價，故大眾並未有使用荷蘭語的高度動機。此外，由於南方快速的工業化突顯了南北雙方之間的經濟差異，使用法語方言的人口、政府以及菁英們紛紛擔心自己的地位和自主權將喪失。
惟此一語言政策並不是造成比利時南北分裂的唯一原因，南尼德蘭的人民多數信仰羅馬天主教，他們懷疑信仰新教的威廉一世想要強制實行新教, 在羅馬天主教和法語優越的南方比利時地區激起強大的反對聲浪。最後，比利時自由主義者不滿威廉專制行為而相繼起義。
從而，在1823年的語言改革是第一個被廢除的荷蘭法律，在隨後的幾年中，限制使用荷蘭語的法律也相繼出現。這種政策導致佛拉蒙運動逐漸出現，其係建立在早期反對法國不正義的感情之上，而在寫作中（以18世紀晚期的作家Jan Verlooy為例）表達出對南方親法菁英的批評。佛拉蒙運動在接下來的150年中的努力，在不小的程度上促進了自19世紀末起，荷蘭在法律、社會、政治以及語言上的平等。
1828年，羅馬天主教會和自由主義者組成「反對聯盟」，要求威廉一世改革議會，出版、信仰、結社、教育和語言自由。
比利時革命前，荷蘭語中的「佛拉蒙」主要用於表示居住在佛蘭德伯國的人。
1830年，尼德蘭聯合王國南方的省分宣布獨立，建立比利時王國。
比利時革命後，佛拉蒙人對於「佛拉蒙語」的認同感顯著增加。

### 佛拉蒙運動
比利時建國後，憲法規定以法語作為唯一官方語言，佛拉蒙人雖然在比利時佔有多數的人口，卻遭受長期的語言歧視，引起佛拉蒙人群起反對，發起佛拉蒙運動，要求官方承認荷蘭語。
法語之所以會成為比利時主流的語言，是因為在歷史的長期發展過程中，法語作為官方的語言，不僅在政府的行政或是各機構的運作都是使用法語。甚至，從中世紀開始，就連在佛拉蒙語通行的區域，法語也是象徵文化素養與社會地位的語言。
佛拉蒙運動其實是為了抗議政府的政策不公平，佛拉蒙人希望擁有可以和瓦隆人平等的地位。
佛拉蒙人原本想要推動官方雙語制，但是並沒有成功。1856 年，佛拉蒙人組成「佛拉蒙語委屈調查委員會」， 用來處理有關於語言的不平等事件。隨著這件議題的影響力漸漸受到重視，在1860 年後，語言議題逐漸政治化，1873 年至 1918 年間，國會通過大量的語言法案，荷語取得在法院、政府機關、教育、軍隊使用權。且又一戰時說荷語的士兵多因為不懂長官的法語命令而枉死，於1921 年，法律便規定政府官員必須使用荷蘭語以及法語，1928 年更要求軍官必須使用荷蘭語以及法語。
1930 年代，政府制定第二波語言相關的法令，一開始佛拉蒙人是以將佛拉蒙語成為全國性語言為目標，使比利時全國都使用荷蘭語以及法語，但是經過使用荷蘭語以及法語的南北民族協商之後，變成以行政區域作為語言採用的劃分，在北部佛拉蒙大區以荷蘭語為官方語言，南部的瓦隆區以法語為官方語言。

## 社會家庭與婚姻
龍龍與忠狗原作為英國作家薇達的童話《法蘭德斯之犬》，龍龍與忠狗之故事發生在比利時的法蘭德斯安特衛普的小村子裡。村子住著一位叫龍龍的少年，他和運送牛奶的爺爺傑漢住在一起，雖然生活貧窮但是過的很幸福。他有一個小小的夢想，就是關於畫畫的事情，他希望有一天可以看見魯本斯的繪畫。龍龍是佛拉蒙人，劇中龍龍最後在魯本斯的畫作前死亡，這位巴洛克最偉大的畫家，自然也是佛拉蒙人。而劇中人物穿著佛拉蒙傳統服飾。
就瓦隆區與佛拉蒙區之社會差異，在礦脈枯竭及勞工意識日漸抬頭後，瓦隆區風光不再，而佛拉蒙卻靠著港口，以出口導向順利發展輕工業，二者的經濟能力於是互調；根據2004年的資料，目前瓦隆區居民的平均收入是佛拉蒙居民的八成，而且此差距仍在擴大中。

## 產業與生活
佛拉蒙人經濟發達，歷史上以生產呢絨、麻紡、陶瓷著稱，現今主要工業有造船、煉油、冶金、採煤、熱帶產品加工、機械和電氣設備等。文化亦發達，尤以文藝復興時期的繪畫藝術馳名於世。居住在荷蘭的佛拉蒙人已日趨與荷蘭人融合。另有10餘萬佛拉蒙人分佈在美國、加拿大和扎伊爾共和國（今剛果民主共和國）。

## 信仰與節日

### 宗教
大約有75%的佛拉蒙人透過受洗成為天主教徒，而於低於8%的人會定期參加參加彌撒，將近一半的法蘭德斯居民是不可知論及無神論者。2006年的一項調查指出，55%的法蘭德斯居民稱呼自己為教徒，而36%的居民相信神創造了宇宙。

## 藝術與文學

### 佛拉蒙畫派
弗拉芒藝術開始於15世紀，其靈感來自於勃艮第的藝術法庭和圖案花飾的手稿。
15世紀初佛拉蒙畫作中的象徵體系，開始受到歐文·潘諾夫斯基所謂的「自然主義」（naturaliste）意識形態的驅使，而無法再像前一個世紀那樣露骨地展現宗教意涵，因為在視覺上需求寫實效果，這類繪畫於是逐漸將直接的象徵符號粉飾在寫實呈現中。例如不能再畫出十字架下方被劍穿心的聖母來象徵她的痛楚，而是以在瑪利亞腳邊的劍蘭來表示。
佛拉蒙藝術的第一個中心是布魯日，這一榮譽是在15世紀Hubert和揚·范·艾克的幫助下授予的。17世紀以前的前期佛拉蒙畫派的代表是發明歐洲油畫的揚·范·艾克。17世紀以後的後期佛拉蒙畫派的代表則是魯本斯，在歐洲文藝復興時期揚·范·艾克的油畫影響了意大利，但是意大利文藝復興的後期巴洛克畫派又反過來影響了佛拉蒙，形成了後期佛拉蒙畫派的風格。18世紀的荷蘭佛拉蒙繪畫已脫離文藝復興時期理想靜物畫的風格，真實再現自然是佛拉蒙靜物畫的最大特點。它們的場景沒有聖經或神話故事，描繪的是平淡無奇的生活中常見的物體。他們追求自然界光線與光影的變化，表現出藝術家對自然的真實感受。它的這種畫風直接影響了法國巴比松畫派的產生並引發了印象派藝術的誕生。

## 現況
佛拉蒙民族主義原先以語言文化平等為主要關切議題，然而隨著政府改革步調的緩慢以及來自講法語政客日漸升溫的反佛拉蒙情緒，佛拉蒙民
族主義也有逐漸走向領域自主的傾向，換句話說追求領域自主甚至獨立也成為佛拉蒙人所欲追求的「社會價值」之一，而積極的佛拉蒙民族主義者已於 2005年11月提出《歐洲內獨立的佛拉蒙宣言》（Manifesto for anIndependent Flanders within Europe），正式追求佛拉蒙的獨立（Mnookin,2007）。

## 著名人士

### 佛拉蒙畫家

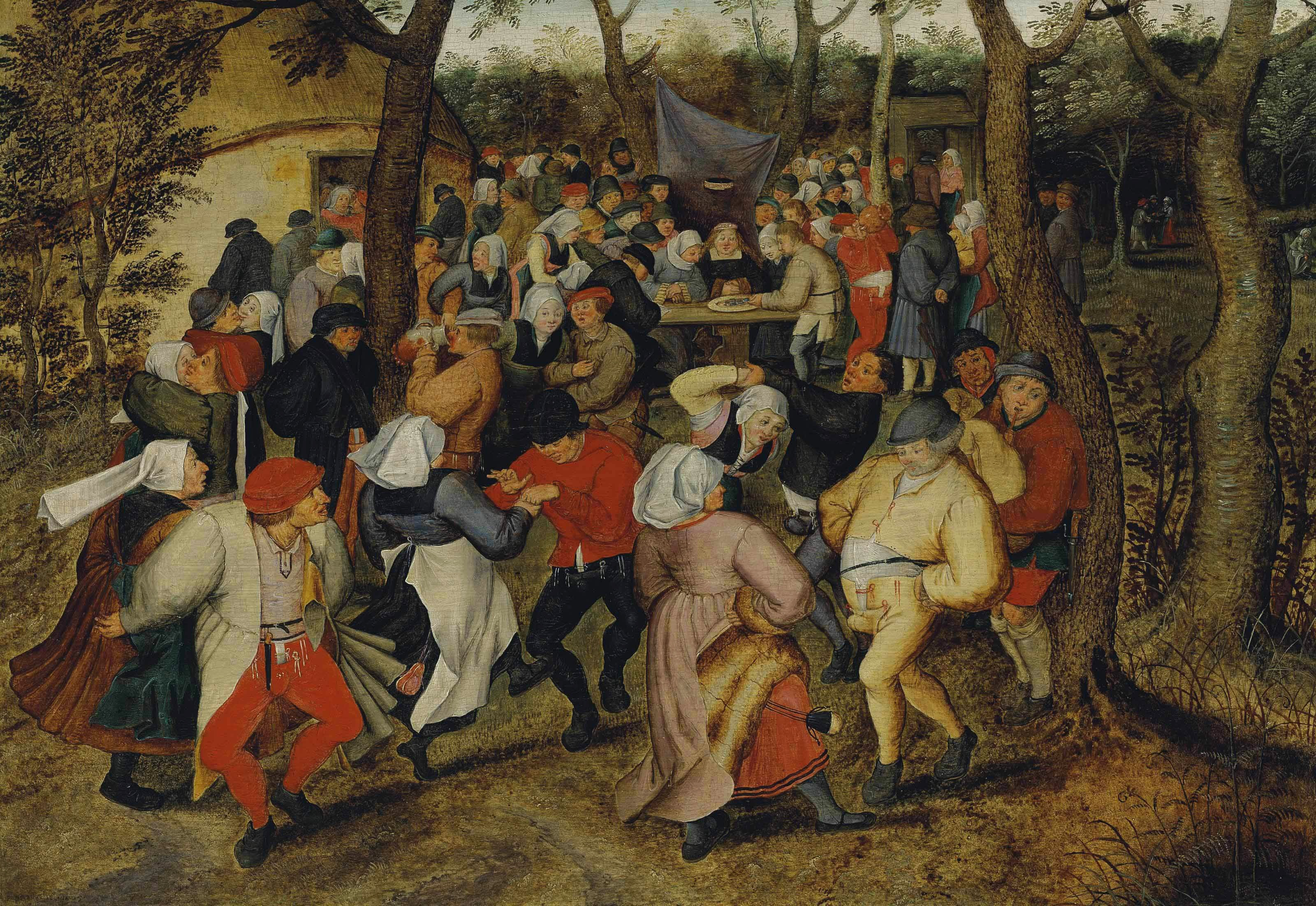
《婚禮之舞》，老彼得·勃魯蓋爾繪，1625

- 詹姆斯·恩索尔（1860-1949）以畫作中鮮豔的色彩、滑稽的人物，與其中所蘊含的詼諧諷刺而聞名。他的作品被學者認為繼承了十七世紀法蘭德斯大師，像是Bosch、布呂赫爾和魯本斯的傳統，而他詭異的死亡與嘉年華圖像也和伦勃朗、Callot（英语：Callot）與戈雅有相當緊密的關聯。[20]
- 皮特·弗朗西休斯·迪爾克斯（1871年2月7日－1950年9月4日）比利時弗拉芒區畫家（肖像畫為主），銅板雕刻家，圖表設計師，插圖畫家。
- 彼得·保羅·魯本斯（1577年6月28日－1640年）巴洛克艺术早期的代表人物。
- 老彼得·勃魯蓋爾（約1525年－1569年9月9日）文藝復興時期布拉班特公國（曾在15-17世紀建國，領土跨越今荷蘭西南部、比利時中北部、法國北部一小塊）的畫家，以地景與農民景象的畫作聞名。

### 佛拉蒙歌手
- 蘿拉·菲比安（1970年1月9日－）生於比利時埃特爾貝克的女性歌手，具有比利時和加拿大雙重國籍。曾代表盧森堡參加1988年歐洲歌唱大賽，所唱歌曲名為「相信」（Croire），獲得比賽第四名。

### 佛拉蒙醫師
- 安德雷亞斯·維薩里（1514年—1564年）解剖學家、醫生，他編寫的《人體的構造》（De humani corporis fabrica）是人體解剖學的權威著作之一。被認為是近代人體解剖學的創始人。

### 佛拉蒙自行車選手
- 艾迪·莫克斯（1945年6月17日—）曾經奪得所有三大環賽和五大古典賽的冠軍，其中包括五次環法自行車賽冠軍。被稱作「食人魔」，是史上最偉大的自行車選手。

### 佛拉蒙網球選手
- 金·克萊斯特絲（1998年—）是比利時前職業網球女運動員，為第13位登上WTA單打排名第1的選手，她是2002年和2003年WTA年終賽女單冠軍，以及2005年及2009年、2010年美網女單冠軍以及2011年澳網冠軍。

### 佛拉蒙地圖學家
- 傑拉杜斯·麥卡托發明了麥卡托投影法。

## 文化

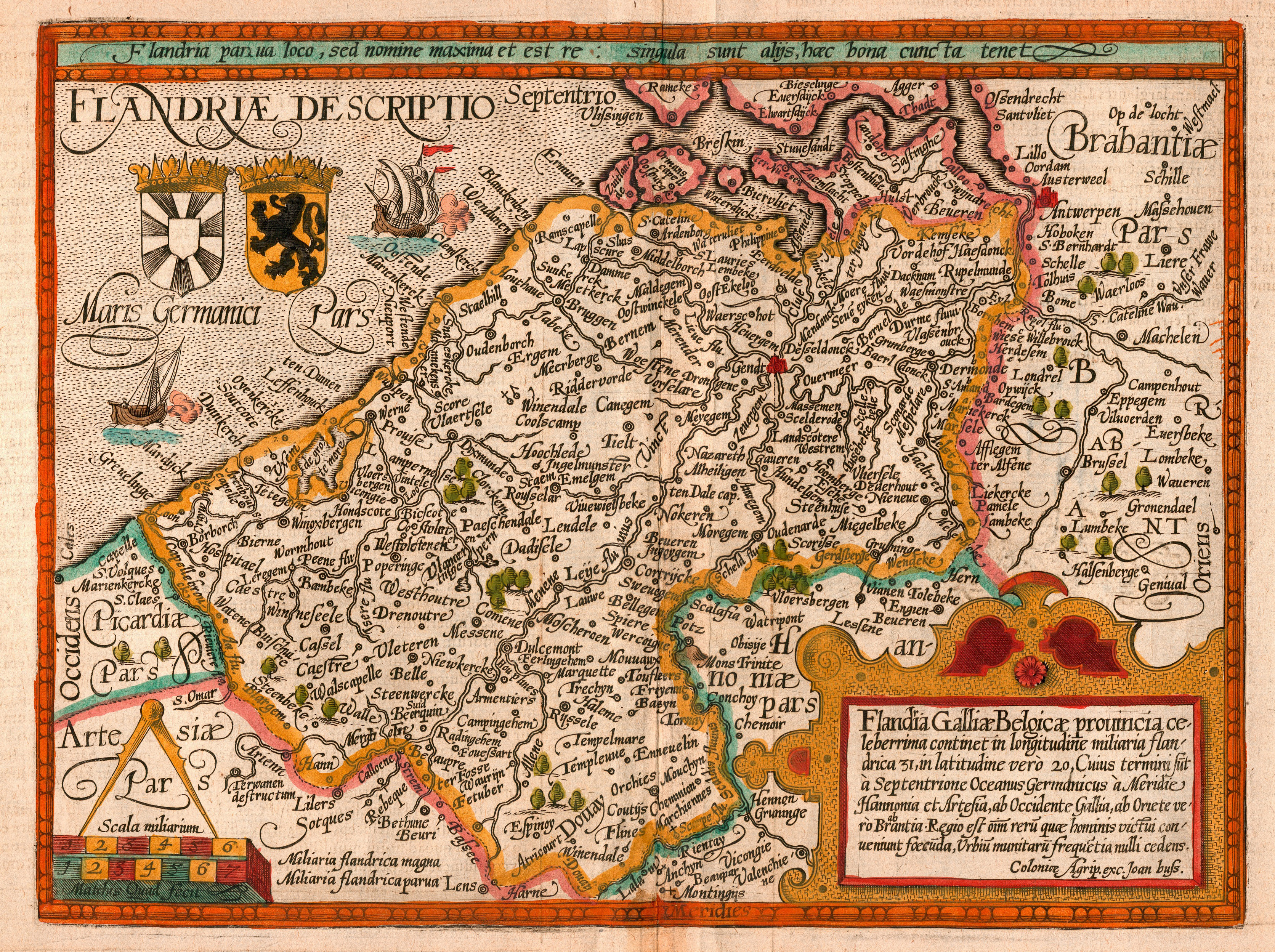
佛蘭德伯國的地圖。

佛拉蒙人由於語言跟風俗習慣的差異，在比利時中形成一個可以清楚分辨的群體。然而，當與荷蘭比較時，這些文化以及語言學上的差異便迅速消失，因為佛拉蒙人與荷蘭人使用同一種語言，擁有相近的風俗習慣以及傳統宗教但是，佛拉蒙人普遍對於是否作為一個單一政體的觀點，則會依主題、地點與個人背景變化很大。通常，尤其是在國家層級上，佛拉蒙人很少認為自己是荷蘭人，反之亦然。
這樣的情況是由基於對南北文化的「文化極端」現象，在荷蘭及法蘭德斯所流行的刻板印象所造成。而我們也可以在說荷蘭語的佛拉蒙人身上明顯地看見高度的國家意識，這多半是由於比利時長期以來在歷史的發展所造成的影響。除了這個首要的政治及社會關係，透過佛拉蒙人的出生地、城市以及其所使用的語言，亦存在著強烈的自我身分認同傾向。

## 地區的象徵

法蘭德斯旗

法蘭德斯旗又有獅子旗的別稱，是比利時法藍德斯地區的旗幟。法藍德斯旗通常圖案為黃底，旗幟中央有一隻黑色的獅子。
1990年，法蘭德斯旗正式成為法蘭德斯地區的象徵。